# Aegirin
Aegirin, auch Ägirin oder synonym Akmit genannt, ist ein häufig vorkommendes Mineral aus der Pyroxengruppe innerhalb der Mineralklasse der „Silikate und Germanate“ mit der Endgliedzusammensetzung NaFe3+[Si2O6] und damit chemisch gesehen ein Natrium-Eisen-Silikat. Strukturell gehört Aegirin zu den Ketten- und Bandsilikaten.
Aegirin kristallisiert mit monokliner Symmetrie und entwickelt meist lange, nadelige bis prismatische Kristalle mit einem glasähnlichen Glanz auf den Oberflächen. Oft sind diese auch zu radialstrahligen Mineral-Aggregaten verbunden. Die durchscheinenden bis undurchsichtigen Kristalle sind von dunkelgrüner bis schwarzgrüner Farbe. Auf der Strichtafel hinterlässt Aegirin allerdings einen hell gelbgrauen Strich.

## Etymologie und Geschichte

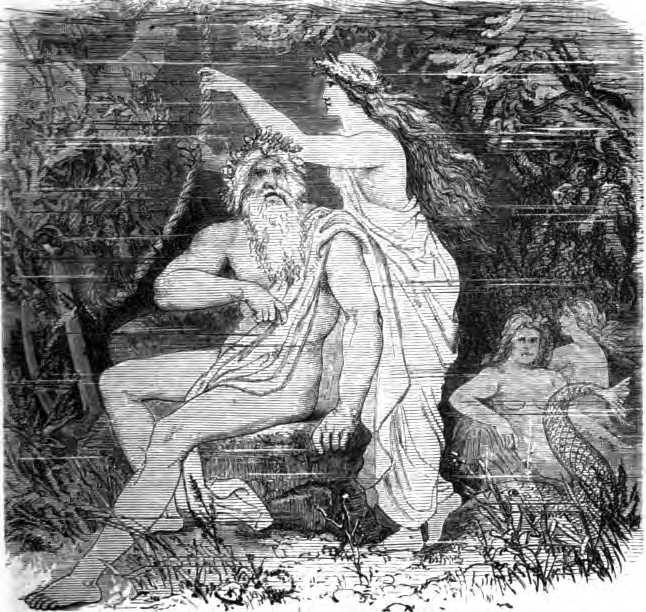
Ägir mit seiner Gattin Rán am Meeresgrund

Benannt wurde Aegirin nach Ägir (auch Ægir), dem nordischen Gott des Meeres, da das Mineral zum ersten Mal in Norwegen gefunden wurde. Als Typlokalität gelten Rundemyr bei Nedre Eiker in der Provinz Buskerud und die im Langesundsfjorden gelegene Insel Låven in der Provinz Vestfold.
Erstmals beschrieben wurde das Mineral, ein bräunlicher Pyroxen aus Rundemyr bei Nedre Eiker in der Provinz Buskerud, 1821 von Jöns Jakob Berzelius und P. Ström, die ihn nach dem griechischen Wort Akmit für Punkt benannten, in Anlehnung an die meist spitze Form der Kristalle. 1835 wurde ein grüner Pyroxen auf der im Langesundsfjord gelegenen Insel Låven in der Provinz Vestfold gefunden und von Berzelius nach Ägir, dem nordischen Gott des Meeres, benannt. Als man erkannte, dass beide Proben derselben Mineralart angehörten, wurde entschieden, den Namen Akmit zukünftig als Synonym des Minerals Aegirin zu führen.
Gelegentlich wird Aegirin auch mit dem Synonym Schefferit belegt. Dieser Name wurde allerdings 1988 vom IMA Subcommittee einer manganhaltigen Varietät von Diopsid zugewiesen, die in der schwedischen Grubengemeinde Långban entdeckt wurde.

## Klassifikation
In der strukturellen Klassifikation der International Mineralogical Association (IMA) gehört Aegirin zusammen mit Kosmochlor, Jadeit, Jervisit, Natalyit und Namansilit zu den Natriumpyroxenen in der Pyroxengruppe.
Bereits in der veralteten 8. Auflage der Mineralsystematik nach Strunz gehörte der Aegirin zur Mineralklasse der „Silikate und Germanate“ und dort zur Abteilung der „Ketten- und Bandsilikate (Inosilikate)“, wo er zusammen mit Jadeit und Kosmochlor die „Jadeit-Reihe“ mit der System-Nr. VIII/D.01c innerhalb der Gruppe der monoklin-prismatischen „Klinopyroxene“ bildete.
Im Lapis-Mineralienverzeichnis nach Stefan Weiß, das sich aus Rücksicht auf private Sammler und institutionelle Sammlungen noch nach dieser alten Form der Systematik von Karl Hugo Strunz richtet, erhielt das Mineral die System- und Mineral-Nr. VIII/F.01-140. In der „Lapis-Systematik“ entspricht dies ebenfalls der Abteilung „Ketten- und Bandsilikate“, wo Aegirin zusammen mit Augit, Aegirin-Augit (Aegirinaugit), Davisit, Diopsid, Esseneit, Grossmanit, Hedenbergit, Jadeit, Jervisit, Johannsenit, Kanoit, Klinoenstatit, Klinoferrosilit, Kosmochlor, Kushiroit, Namansilit, Natalyit, Omphacit, Petedunnit, Pigeonit, Spodumen und Tissintit die Untergruppe der „Klinopyroxene“ innerhalb der von F.01 bis F.02 reichenden „Pyroxen-Gruppe“ bildet (Stand 2018).
Auch die seit 2001 gültige und von der IMA bis 2009 aktualisierte 9. Auflage der Strunz’schen Mineralsystematik ordnet den Aegirin in die Abteilung der „Ketten- und Bandsilikate (Inosilikate)“ ein. Diese ist weiter unterteilt nach der Struktur der Ketten, so dass das Mineral entsprechend seinem Aufbau in der Unterabteilung „Ketten- und Bandsilikate mit 2-periodischen Einfachketten Si2O6; Pyroxen-Familie“ zu finden ist, wo es zusammen mit Jadeit, Jervisit, Kosmochlor, Namansilith und Natalyit die Gruppe der „Na-Klinopyroxene, Jadeitgruppe“ mit der System-Nr. 9.DA.25 bildet.
Die Systematik der Minerale nach Dana ordnet den Aegirin ebenfalls in die Klasse der „Silikate und Germanate“ und dort in die Abteilung der „Kettensilikatminerale“ ein. Hier ist er zusammen mit Jadeit, Namansilith, Kosmochlor, Natalyit und Jervisit in der Gruppe der „C2/c Klinopyroxene (Na-Klinopyroxene)“ mit der System-Nr. 65.01.03c innerhalb der Unterabteilung „Kettensilikate: Einfache unverzweigte Ketten, W=1 mit Ketten P=2“ zu finden.

## Chemismus
Die Endgliedzusammensetzung von Aegirin (NaFe3+Si2O6) besteht aus 9,95 % Natrium (Na), 24,18 % Eisen (Fe), 24,32 % Silicium (Si) und 41,56 % Sauerstoff (O).
Durch Mischkristallbildung mit Hedenbergit (CaFe2+Si2O6) ist jedoch oft ein Teil des Natriums durch Calcium vertreten (substituiert). Zusätzlich können durch Diadochie auch Anteile an Magnesium, Titan, Vanadium sowie geringe Gehalte an Seltenen Erden, Beryllium, Zirconium, Thorium und Mangan vorhanden sein.

## Kristallstruktur
Aegirin kristallisiert monoklin in der Raumgruppe C2/c (Raumgruppen-Nr. 15) mit den Gitterparametern a = 9,66 Å; b = 8,80 Å; c = 5,29 Å und β = 107,4° sowie 4 Formeleinheiten pro Elementarzelle.

## Modifikationen und Varietäten
Eine manganhaltige Varietät von Aegirin wird als Urbanit bezeichnet.

## Bildung und Fundorte

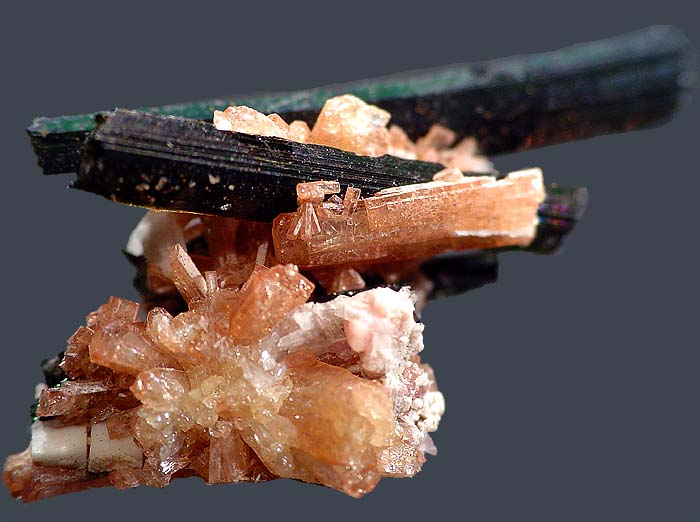
Aegirin (grün-schwarz) und Rhodochrosit (rosa) auf Nenadkevichit (rötlichbraun) vom Mont Saint-Hilaire in Québec, Kanada

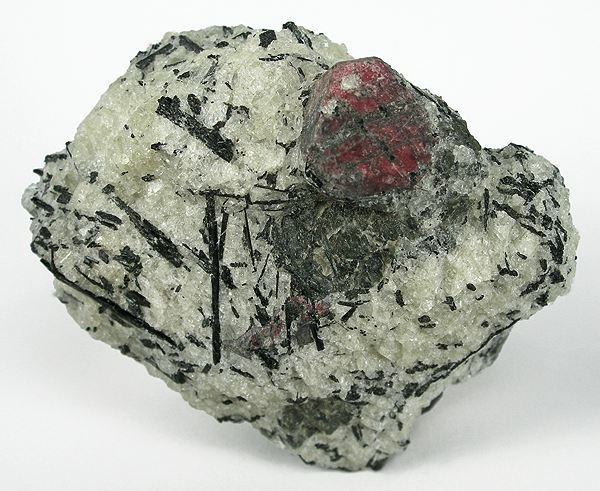
Eudialyt-Aegirin-Aggregat vom Chibinen (Halbinsel Kola), Größe: 5,4 × 4,3 × 2,6 cm

Aegirin bildet sich in magmatischen Gesteinen wie Syenit, Karbonatit, aber auch in basischen Graniten. Begleitminerale sind unter anderem Aenigmatit, Apophyllit, Arfvedsonit, Astrophyllit, Katapleiit, Eudialyt, verschiedene kaliumhaltige Feldspate, Nephelin, Riebeckit und Serandit.
Als häufige Mineralbildung ist Aegirin an vielen Fundorten anzutreffen, wobei bisher rund 1200 Fundorte dokumentiert sind (Stand: 2020).
Neben seinen Typlokalitäten Rundemyr (Nedre Eiker, Buskerud) und Låven (Vestfold) trat Aegirin in Norwegen noch in vielen weiteren Regionen der Provinzen Trøndelag, Oppland, Oslo und Telemark auf.
In Deutschland konnte Aegirin unter anderem in mehreren Regionen des Schwarzwaldes, am Kaiserstuhl und im Odenwald in Baden-Württemberg; am Großen Teichelberg und bei Bad Berneck im Fichtelgebirge in Bayern; bei Perlenhardt-Königswinter und Wachtberg (Hohenburg) in Nordrhein-Westfalen; am Ettringer Bellerberg bei Ettringen in Rheinland-Pfalz sowie bei Brunsbüttel, Schwedeneck (Stohl) und Groß Pampau in Schleswig-Holstein gefunden werden.
In Österreich fand sich das Mineral am Pauliberg im Burgenland; Pleschitzkogel in Kärnten; Schlossberg und Puchberg am Schneeberg (in Niederösterreich); am Einberg und in der „Grube Haagen“ bei Abtenau sowie am Grabenbach und am Grubach bei Golling an der Salzach in Salzburg; im Gipsbergwerk bei Bad Aussee in der Steiermark; am Tarntaler Köpfe in Tirol und bei Dalaas im Vorarlberg.
In der Schweiz trat Aegirin bisher nur in Ausserferrera und im Val Starlera im Hinterrheintal sowie im Val Lumnezia im Kanton Graubünden auf.
Bekannt aufgrund außergewöhnlicher Aegirinfunde sind zudem der Mount Malosa nahe Zomba in Malawi sowie die Umgebung des Langesundsfjord in der ehemaligen norwegischen Provinz Vestfold, wo gut ausgebildete, prismatische Kristalle von bis zu 15 bzw. 30 cm Größe gefunden werden konnten. Des Weiteren lassen sich auch am Mont Saint-Hilaire in Québec und anderen Regionen in Kanada sowie auf der Halbinsel Kola und vielen anderen Regionen in Russland gute Aegirinkristalle finden.
Weitere Fundorte sind Afghanistan, Algerien, Angola, die Antarktis, Argentinien, Armenien, Äthiopien, Australien, Bolivien, Brasilien, Bulgarien, Chile, China, Frankreich, Französisch-Polynesien, Griechenland, mehrere Regionen in Grönland, Guatemala, Guinea, Guyana, Honduras, Indien, mehrere Regionen in Italien, Japan, Kamerun, auf der Kanalinsel Jersey, Kasachstan, Kenia, Kirgisistan, die Demokratische Republik Kongo, Libyen, Madagaskar, Mali, Marokko, Mexiko, Mongolei, Myanmar, Namibia, Neuseeland, Niger, Nigeria, Nordkorea, Nordmazedonien, Pakistan, Paraguay, Peru, Polen, Portugal, Réunion, Rumänien, St. Helena, Ascension und Tristan da Cunha, Sambia, Saudi-Arabien, Schweden, Slowakei, Somalia, Spanien, Südafrika, Tadschikistan, Tansania, Tschechien, Türkei, Uganda, der Ukraine, Ungarn, Venezuela, im Vereinigten Königreich, viele Regionen in den Vereinigten Staaten von Amerika (USA), Vietnam sowie Belarus.